# スウェイスリング
スウェイスリング（Swaythling）はサウサンプトンの北郊外にある町。
かつては村であったが、年月を経て、次第にサウサンプトンと連結した郊外の町となった。
鉄道駅や、近くにはサウサンプトン空港がある。